# Треви-нель-Лацио
Треви-нель-Лацио (итал. Trevi nel Lazio) — коммуна в Италии, располагается в регионе Лацио, подчиняется административному центру Фрозиноне.
Население составляет 1825 человек, плотность населения составляет 34 чел./км². Занимает площадь 54 км². Почтовый индекс — 03010. Телефонный код — 0775.